# Kenneth Lay
Kenneth "Ken" Lay, född 15 april 1942 i Tyrone, Missouri, död 5 juli 2006 i Snowmass nära Aspen, Colorado, var en amerikansk affärsman, grundare samt tidigare VD för Enron Corporation. Han var son till en präst och växte upp under enkla förhållanden, och arbetade sig upp till USA:s högsta finansiella och politiska kretsar, med en extravagant livsstil och generösa donationer.
Ken Lay och Enron blev synonymt med sammansvärjning och bedrägeri efter Enrons kollaps 2001. Lay var VD och styrelseordförande från 1986 till sin avgång den 23 januari 2002, förutom några månader 2001 då han var styrelseordförande och Jeffrey Skilling var VD.
Efter fyra och ett halvt år av förberedelse av åklagarna samlades en jury i Houston den 31 januari 2006. Efter 56 dagar av vittnesmål och sex dagar av juryns betänkande befanns Lay skyldig på samtliga nio åtalspunkter den 25 maj 2006. Varje åtalspunkt kan maximalt ge 5-10 år vilket gjorde att Lay kunnat få 20-30 års fängelse.
Kenneth Lay var också politiskt engagerad och bidrog aktivt till den valkampanj som gjorde George H.W. Bush till USA:s president genom stora donationer. Enron å sin sida kunde dra nytta av de avregleringar som skedde under Reagan- och Bush-åren.
Även George W. Bush fick generösa bidrag till sin kampanj då banden med Bush-familjen fortfarande var starka. Bush gav Kenneth Lay smeknamnet "Kenny Boy". "Kenny Boy" var den enskilt största bidragsgivaren Bush, men även Enron gav stora bidrag, både till Bush och Republican National Committee.   Detta resulterade i att Kenneth Lay blev rådgivare i Bushs övergångsadministration när han skulle ta över presidentskapet 2001 och Kenneth hörde till gästerna vid George Bushs presidentinstallation. 
Mot borgen på 5 miljoner dollar och fråntagen sitt pass får Ken Lay röra sig fritt i USA i väntan på att domen skulle slås fast. Detta var planerat att ske den 11 september.
Den 5 juli 2006 avled Ken Lay av en hjärtattack under en semestervistelse i Aspen, Colorado. Enligt gällande regler vid dessa omständigheter lade rätten ner brottsutredningen mot Lay. Detta medförde att Lays dödsbo inte längre var åtkomligt för skadeståndsanspråk. Dödsboet beräknades innehålla värden för 8 miljoner dollar i aktier utanför Enron, samt värden för ca. 25 miljoner i fastigheter. Lays affärspartner Jeffrey Skilling tvingades betala 45 miljoner dollar i skadestånd, för att bland annat ersätta de tusentals Enronanställda vilka hade pensionssparat i Enrons pensionsprogram.